# Cleitamoides latifascia
Cleitamoides latifascia är en tvåvingeart som först beskrevs av Walker 1859.  Cleitamoides latifascia ingår i släktet Cleitamoides och familjen bredmunsflugor. Inga underarter finns listade i Catalogue of Life.